# Hình tượng thiên nga trong văn hóa
Trong văn hóa đại chúng, hình tượng con thiên nga mà đặc biệt là thiên nga đen và thiên nga trắng được nhắc đến nhiều trong dân gian, thần thoại và nghệ thuật. Hình ảnh con thiên nga đặc biệt để lại ấn tượng sâu đậm trong văn hóa dân gian của người dân khu vực Bắc Âu. Thiên nga thường được mọi người coi như biểu tượng của sự đẹp đẽ và sang trọng. Thiên nga còn là biểu tượng của tình yêu vì loài chim này thường sống thành từng đôi và hiếm khi tách rời.

## Ở châu Âu

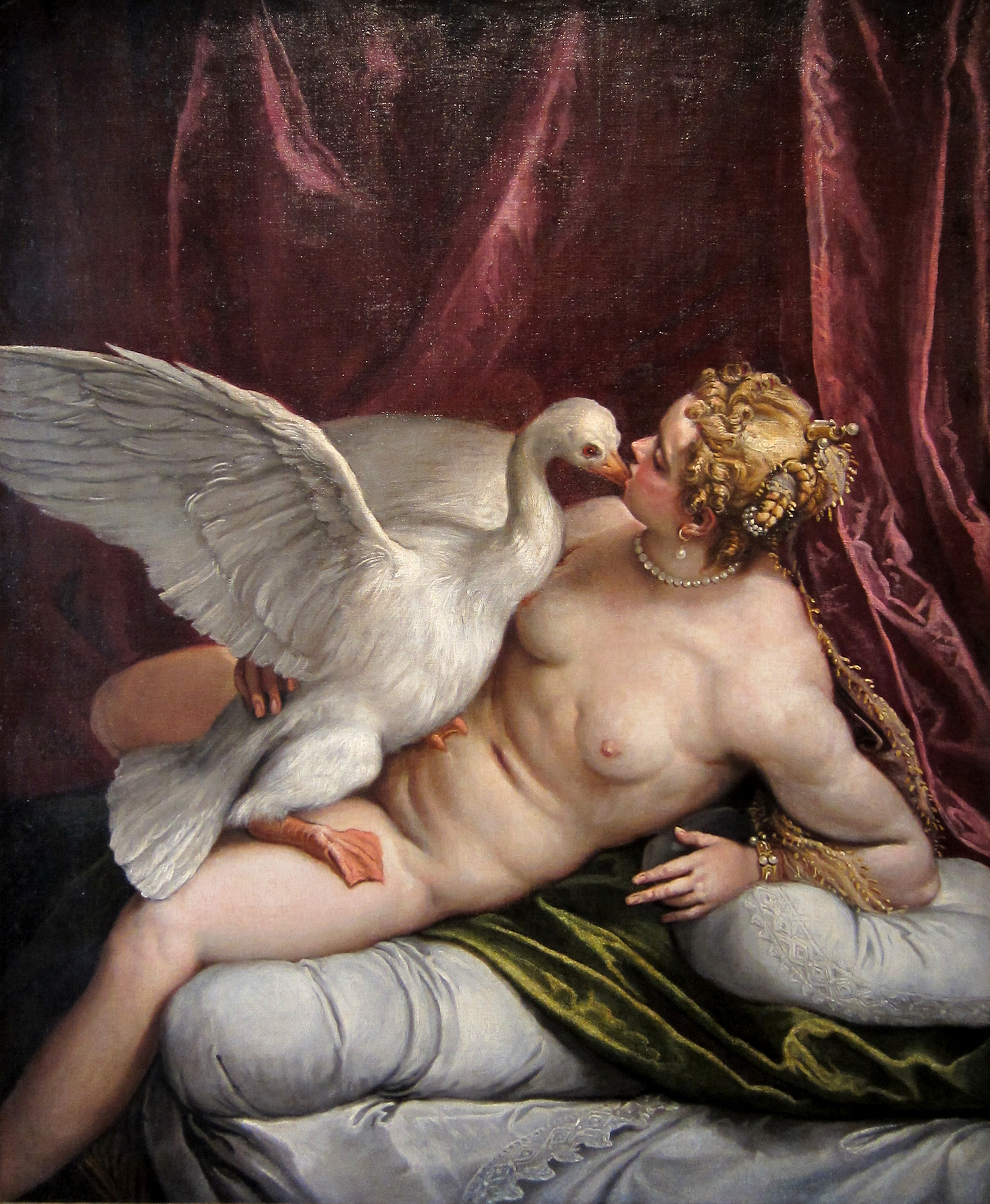
Bà Leda và con thiên nga Dớt

Thiên nga là hình ảnh nổi bật trong thần thoại. Trong thần thoại Hy Lạp, câu chuyện Leda và thiên nga thuật lại chi tiết việc nàng Helen thành Troia là kết quả của cuộc hôn nhân giữa thần Dớt (Zeus) hoá phép thành một con thiên nga và Leda, nữ hoàng thành Sparta. Theo đó, một lần thần Dớt xuống trần du ngoại thì gặp và Leda đang tắm ở một dòng suối, Dớt không kìm được lòng bèn hóa thành một con thiên nga và bơi đến lân la, gạ gẫm, dùng mỏ và lông chạm vào những chỗ kín và mơn trớn bà làm bà động lòng, Dớt trong bộ dạng của con thiên nga đã chồm lên và giao phối với bà. Hình tượng này được nhiều đề tài hội họa khai thác.
Thiên nga trắng được nhắc đến đến trong nhiều khía cạnh văn hoá châu Âu. Câu chuyện nổi tiếng nhất về thiên nga có lẽ là truyện cổ tích "Vịt con xấu xí". Câu chuyện xoay quanh một chú vịt con bị đối xử bất công cho đến khi mọi sự rõ ràng rằng chú là một con thiên nga và được đón nhận trong cộng đồng. Chú bị ngược đãi vì đối với nhiều người, những con vịt con thật sự đáng yêu hơn thiên nga con, mặc dù thiên nga con sẽ trở thành những thiên nga trưởng thành - những sinh vật thật sự quyến rũ. Thiên nga là biểu tượng của tình yêu và lòng chung thủy vì tập tính ghép đôi suốt đời. Vở opera nổi tiếng Lohengrin và Parsifal là một minh chứng cho điều này.
Những nàng thiên nga có thể biến từ người thành thiên nga và ngược lại, là một hình mẫu phổ biến trong văn hoá dân gian trên toàn thế giới. Một câu chuyện điển hình có nội dung là một nàng thiên nga nhất thời bị phù phép và bị ép buộc phải lấy một người đàn ông. Những đứa con của Lear trong truyền thuyết Ireland kể về một người mẹ kế phù phép biến những đứa con riêng của chồng thành thiên nga trong 900 năm. Huyền thoại về chính những con thiên nga cũng có tồn tại. Người ta đã từng tin rằng vào lúc chết, những con thiên nga trắng vốn chỉ im lặng sẽ cất tiếng hót ngọt ngào – vì thế mà có cụm từ nói về "bài hát thiên nga" trong các ngôn ngữ châu Âu.
Trong thần thoại Bắc Âu, có hai con thiên nga uống nước thiêng trong giếng Urd thuộc Asgard, thiên đường của các thần. Theo tập Edda bằng văn xuôi, nước giếng này tinh khiết và thiêng liêng đến mức tất cả những gì nó chạm vào đếu biến thành màu trắng, trong đó có đôi thiên nga và những thế hệ con cháu của chúng. Bài thơ "Volundarkvida" trong Edda bằng thơ cũng nhắc đến các nàng thiên nga. Sử thi Kalevala của Phần Lan có nhắc đến một con thiên nga trên sông Tuoni dưới địa ngục Tuonela, bất kì ai giết chết con thiên nga này cũng sẽ phải chết theo nó. Jean Sibelius sáng tác nhạc phẩm Lemminkäinen Suite dựa theo Kalevala, bản thứ 2 có tựa đề "Tuonelan joutsen" (Thiên nga của Tuonela). Ngày nay, hình ảnh năm con thiên nga đang bay là biểu tượng của các nước Bắc Âu và thiên nga lớn (Cygnus cygnus) là quốc điểu của Phần Lan.
Tại Nga có vở ba-lê Hồ thiên nga (tiếng Nga: Лебединое Озеро, Lebedinoye Ozero) là vở ballet số 20 của Pyotr Ilyich Tchaikovsky, sáng tác khoảng năm 1875-1876. Vở kịch được dựng dựa trên những truyện cổ tích Nga cũng như một truyền thuyết xa xưa của Đức, kể về Odette, một nàng công chúa bị phù phép thành chim thiên nga. Vở ballet được công diễn lần đầu ngày 27 tháng 2 năm 1877, tại nhà hát Bolshoi, Moskva với tên Hồ thiên nga. Cái chết của con thiên nga trong bale của Nga.
Năm 2010, có bộ phim Thiên nga đen là một bộ phim tâm lý kinh dị đạo diễn bởi Darren Aronofsky với sự góp mặt của các diễn viên Natalie Portman, Vincent Cassel và Mila Kunis. Cốt truyện của phim xoay quanh một tác phẩm của nhà soạn kịch Tchaikovsky mang tên Hồ thiên nga sắp được sản xuất bởi một công ty có uy tín tại New York. Tác phẩm này đòi hỏi nữ vũ công ba lê phải diễn được sự ngây thơ trong sáng của Thiên nga trắng (White Swan) và cả sự dâm dục của Thiên nga đen (Black Swan). Có một vũ công tên Nina (Portman) hoàn toàn phù hợp để diễn vai Thiên nga trắng, trong khi đó một vũ công khác là Lily (Kunis) có những cá tính hợp với vai Thiên nga đen. Khi hai cô gái tranh đua cho vai diễn, Nina đã tìm được phần tăm tối trong con người của chính mình.

## Ấn Độ
Thiên nga được tôn thờ trong nhiều tôn giáo và nền văn hoá, đặc biệt là đạo Hindu. Thiên nga trong tiếng Phạn được gọi là hamsa hoặc hansa, là phương tiện đi lại của rất nhiều vị thần như nữ thần Saraswati. Thiên nga được đề cập một vài lần trong kinh Vệ Đà, và những người có khả năng tinh thần đặc biệt đôi khi được gọi là Paramahamsa (Thiên nga thần thánh) vì dáng vẻ duyên dáng thoát lộ từ bên trong và khả năng di chuyển giữa các thế giới tâm linh. Trong kinh Vệ Đà, thiên nga cư trú bên hồ Manasarovar trong mùa hè và di cư đến các vùng hồ Ấn Độ vào mùa đông. Tranh tượng Hindu thường sử dụng hình ảnh thiên nga trắng. Nhiều nhà sử học đã nhầm lẫn khi cho rằng từ hamsa chỉ ám chỉ đến loài ngỗng, vì ngày nay thiên nga không còn có ở Ấn Độ, ngay cả trong các vườn thú. Tuy nhiên, danh mục điểu học đã phân loại một số loài thiên nga là chim lạc vùng ở Ấn Độ một cách rõ ràng.

## Châu Mỹ
Trong văn học Mỹ Latinh, nhà thơ Nicaragua Ruben Dario đã tôn vinh thiên nga là biểu tượng của niềm cảm hứng nghệ thuật, vì lòng chung thủy của hình tượng thiên nga trong văn hoá phương Tây, bắt đầu từ việc cưỡng đoạt Leda và kết thúc với vở Lohengrin của Richard Wagner. Bài thơ nổi tiếng nhất của Dario trong lĩnh vực này là "Blason" (Phù hiệu, 1986) cùng với hình ảnh thiên nga được sử dụng ở đây đã khiến bài thơ trở thành biểu tượng cho xu hướng thơ cách tân (Modernismo) - một thể loại thống trị thơ tiếng Tây Ban Nha từ thập niên 1880 cho đến Chiến tranh thế giới thứ nhất.